# Angeschissen
Angeschissen war eine Hamburger Punkband, die von 1984 bis 1988 existierte. Sie zählt neben Slime zu den einflussreichen und stilbildenden Bands des Hamburger Punkrock in den 1980er-Jahren.

## Geschichte
Christian Mevs war ab 1980 bis zu deren erster Auflösung Gitarrist der Band Slime gewesen, wo er mit Stephan Mahler zusammen gespielt hatte; letzterer war auch Schlagzeuger von Torpedo Moskau. Beide brachten Hardcore Punk in den Stil ein, der auf Einflüsse US-amerikanischer Bands wie Wipers und Rites of Spring traf. Neben Sänger Jens Rachut verfasste auch Mahler einen Teil der Songtexte. Der musikalische Stil der Band bewegte sich zwischen Slime und Razzia und in der Nähe des frühen Emocore.
Eine erste Single erschien 1987 mit Angst Macht Keinen Lärm, der erste Longplayer Angeschissen aus dem folgenden Jahr wurde ausschließlich als Vinyl-Schallplatte veröffentlicht. Die Band wurde dabei von dem Studiogitarristen Atli Grund unterstützt. Eine Split-LP mit Rachuts zweiter Band Das Moor kam ebenfalls 1988 auf den Markt, kurz danach lösten sich Angeschissen auf. Das Gesamtwerk erschien 1997 auf einem Doppel-Album beim Hamburger Plattenlabel Schiffen. Folgeprojekte des Sängers Jens Rachut waren u. a. Blumen am Arsch der Hölle, Dackelblut, Oma Hans und Kommando Sonne-nmilch. Bei letzteren saß wieder Mahler bis 2010 am Schlagzeug.

## Diskografie
- 1987: Angst Macht Keinen Lärm (Single, Buback)
- 1988: Angeschissen (LP, Buback)
- 1991: Angeschissen/Das Moor (Split-LP, Buback)
- 1997: Angeschissen (Doppel-LP/CD, Schiffen)